# Zawodnik (raper)
Zawodnik właściwie Dawid Napierała (ur. 1983 w Gdańsku) – polski raper. Członek zespołu Elegans oraz kolektywu D.O.D. Crew. Od 2007 roku działa w firmie produkcyjnej "D.O.D." oraz w Grupie Impact.

## Dyskografia
Albumy
| Tytuł                                  | Dane dot. albumu                                   |
| -------------------------------------- | -------------------------------------------------- |
| Pierwszy sort                          | - Data: 22 stycznia 2009 - Wydawca: D.O.D. Recordz |
| Bękarty rap gry (oraz Kesz i ToudDogg) | - Data: 9 lutego 2013 - Wydawca: D3F Music         |

Inne
| Album                             | Rok  | Uwagi                                                             | Źródło |
| --------------------------------- | ---- | ----------------------------------------------------------------- | ------ |
| Elegans - W dobre gusta           | 2004 | członek zespołu                                                   | [ 6 ]  |
| MVP – Żyję tu gdzie melanż        | 2010 | gościnnie rap w utworach "Niczego bym nie zmienił" i "To 3miasto" | [ 7 ]  |
| HiFi Banda – Puszer DVD           | 2010 | gościnnie rap w utworze "Puszer"                                  | [ 8 ]  |
| Progress – Na rewirach/Po rewirze | 2010 | gościnnie rap w utworze "Odwaga"                                  | [ 9 ]  |
| DwaZera – Płyta z czarnych płyt   | 2011 | gościnnie rap w utworze "Może za jakiś czas"                      | [ 10 ] |
| Spec & Grucha – Goście            | 2011 | gościnnie rap w utworze "Co dziś robisz"                          | [ 11 ] |

## Teledyski
| Tytuł                                                                                | Rok  | Reżyseria/Realizacja        | Album                    | Źródło |
| ------------------------------------------------------------------------------------ | ---- | --------------------------- | ------------------------ | ------ |
| "Zostańmy tu"                                                                        | 2008 | Dawid Napierala             | —                        | [ 12 ] |
| "Kokaina" (gościnnie: Rak, Pih)                                                      | 2008 | Dawid Napierala             | Pierwszy sort            | [ 13 ] |
| "DOD jest tu (Touddogg remix)" (gościnnie: Kaszalot)                                 | 2009 | Marcin Brach, Michał Giorew | Pierwszy sort            | [ 14 ] |
| "Rap z 3Miasta" (oraz Kaszalot; gościnnie: Oliszia)                                  | 2012 | Dostawca Oprawca            | Bękarty rap gry          | [ 15 ] |
| Gościnnie                                                                            |      |                             |                          |        |
| Hifi Banda - "Puszer Remix 2" (gościnnie: VNM, Kosi, Sokol, Ero, Zawodnik, Tomasina) | 2010 | Letemknow                   | Fakty, ludzie, pieniadze | [ 16 ] |

## Filmografia
| Tytuł               | Rok  | Uwagi                                                                | Źródło |
| ------------------- | ---- | -------------------------------------------------------------------- | ------ |
| "W stepie szerokim" | 2007 | zgranie dźwięku, efekty dźwiękowe, transport, kierownictwo produkcji | [ 17 ] |